# Hermann Blumenthal (Bibliothekar)
Hermann Blumenthal (* 11. Juli 1903 in Altkloster; † 8. August 1941 in Tannroda) war ein deutscher Germanist und Bibliothekar.

## Leben und Werk
Von 1923 bis 1930 studierte Blumenthal Germanistik, Philosophie und Kunstgeschichte an den Universitäten in Freiburg, Heidelberg und Hamburg. Hier legte er 1931 die Doktorprüfung und das Staatsexamen für das höhere Lehramt ab. Nach einem Kur- und Lehraufenthalt in Davos war er kurze Zeit Assistent am Deutschen Seminar in Hamburg. Seine Dissertation über Adalbert Stifters „Witiko“ blieb unveröffentlicht.
Die Laufbahn im Bibliothekswesen begann Blumenthal als Volontär 1933 an der Universitätsbibliothek Göttingen und der Preußischen Staatsbibliothek zu Berlin. Nach der Prüfung 1935 trat er eine Stelle an der Universitätsbibliothek Greifswald an. 1938 übernahm er die Stelle des aus rassischen Gründen entlassenen Paul Ortlepp an der Landesbibliothek Weimar als Bibliotheksassessor. Nach dem Tod des Leiters Werner Deetjen übernahm Blumenthal kommissarisch die Leitung; ab 1940 war er Bibliotheksrat. Sein früher Tod aufgrund einer Tuberkulose-Erkrankung lässt nur Spekulationen zu, ob Blumenthal als Nicht-Mitglied der NSDAP überhaupt zum Direktor hätte ernannt werden können.
Während seiner Amtszeit setzte sich Blumenthal erfolgreich für den Verbleib der Shakespeare-Bibliothek der Deutschen Shakespeare-Gesellschaft und der Dante-Bibliothek der Deutschen Dante-Gesellschaft in der Landesbibliothek ein.
Blumenthal heiratete 1937 die Germanistin Lieselotte Blumenthal, geb. Beuchelt, und war der Vater der Ägyptologin Elke Blumenthal.

## Schriften (Auswahl)
- Vom Preußischen zum Deutschen Gesamtkatalog, in: Geistige Arbeit 3 (1936), Nr. 20, S. 7f.
- Die Bibliotheken der Herzöge von Pommern (= Aus den Schätzen der Universitätsbibliothek Greifswald, Band 12), Stettin 1937.

## Herausgeberschaften (Auswahl)
- Aus der Geschichte der Landesbibliothek zu Weimar und ihrer Sammlungen. Festschrift zur Feier ihres 250jährigen Bestehens und zur 175jährigen Wiederkehr ihres Einzuges ins grüne Schloß (= Zeitschrift des Vereins für Thüringische Geschichte und Altertumskunde, Beiheft 23. Fischer, Jena, 1941).
- Zeitgenössische Rezensionen und Urteile über Goethes „Götz“ und „Werther“ (= Literarhistorische Bibliothek; Bd. 14). Junker & Dünnhaupt, Berlin, 1935.
- Georg Lotz 1784–1844. Aus dem literarischen Leben des hamburgischen Biedermeier. Boysen, Hamburg, 1934.
- mit Robert Petsch: Werke. Goethe. (Kleine Festausgabe, 12 Bände). Bibliographisches Institut, Leipzig, 1938.